# رئيسة عفيفي
رئيسة عفيفي (25 يناير 1912 - 21 مارس 1962)، مغنية وممثلة مصرية راحلة.

## حياتها
كانت رئيسة من مطربات شارع محمد على وهو الشارع الذي اشتهر كمركز للفنون الشرقية فى القاهرة، بدأت نشاطها الفني في نهاية الثلاثينيات وظهرت كمطربة في العديد من الأفلام، شاركت الفنان محمد عبد الوهاب في فيلم «يحيا الحب» عام 1938 بأغنية «يا اللي زرعتوا البرتقال». ظهرت رئيسة عفيفي في 9 أفلام للغناء فقط في الفترة من 1937 حتى 1954. من أشهر أغانيها الليلة مين قدنا، والسعد نولنا، و دقوا المزاهر.

## أعمالها الفنية

### الافلام
- 1937: فيلم «وراء الستار» للمخرج كمال سليم.[1]
- 1938: فيلم «يحيا الحب» للمخرج محمد كريم.
- 1942: فيلم «على مسرح الحياة» للمخرج أحمد بدرخان.
- 1942: فيلم «خفايا الدنيا» للمخرج إبراهيم لاما.
- 1945: فيلم «تاكسي – حنطور» للمخرج أحمد بدرخان.
- 1946: فيلم «ليلى بنت الأغنياء» للمخرج أنور وجدي.
- 1952: فيلم «لحن الخلود» للمخرج هنري بركات.
- 1952: فيلم «الإيمان» للمخرج أحمد بدرخان.
- 1954: فيلم «رسالة غرام» للمخرج هنري بركات.[4]

### الأغاني
- استعراض الزهور (من فيلم وراء الستار 1937)
- اتمخطري ياحلوه يازينه (من فيلم خفايا الدنيا 1942)
- البرتقال (من فيلم يحيا الحب مع محمد عبد الوهاب كلمات بيرم التونسي 1938)
- دقو المزاهر (كلمات فتحى قوره والحان فريد الاطرش)
- ليلة سعيدة يا عمري عليها (من فيلم على مسرح الحياة 1942، كلمات بيرم التونسي الحان محمد الكحلاوى)
- مبروك عليكي عريسك الخفة (من في فيلم «ليلى بنت الأغنياء» 1946)
- محلا جمال الريف محلاه (من فيلم «على مسرح الحياة» 1942، كلمات عبد العزيز سلاّم، ألحان إبراهيم فوزي)
- مين زي قلبي متهني (من فيلم خفايا الدنيا 1942، كلمات السيد زياده - تلحين محمود الشريف)
- يامَسعدك يا حمام (من فيلم خفايا الدنيا 1942، كلمات السيد زياده - تلحين محمود الشريف)
- ياطير ياغريب (كلمات أبو السعود الإبياري - ألحان عزت الجاهلي)